# 海技教育機構
独立行政法人海技教育機構（かいぎきょういくきこう、英: Japan agency of Maritime Education and Training for Seafarers）は、船員教育・養成をつかさどる国土交通省所管の独立行政法人。船員および船員になろうとする者に対し船舶の運航に関する学術及び技能を教授すること等を業務とし、教育のための施設として、全国に海技大学校（1校）、海上技術短期大学校（4校）、海上技術学校（3校）を設置、運営しているほか、帆船「日本丸」など大型練習船5隻を運航している。

## 業務の概要
- 船員および船員志望者に対し船舶の運航に関する学術及び技能を教授し航海訓練を行うこと。
- 船舶の運航に関する高度の学術及び技能ならびに航海訓練に関する研究を行うこと。

## 沿革
海員学校
1939年（昭和11年）7月以降、逓信省（後に運輸省）に附属する海員養成所が各地に順次設けられ、1952年（昭和27年）8月に海員養成所を海員学校と改称、2001年（平成13年）4月、全国8か所の海員学校を国の組織から分離して独立行政法人海員学校を設立、各校は同法人が設立運営する国立海上技術短期大学校または国立海上技術学校に改組された。
海技大学校
1945年（昭和20年）4月に、運輸通信省（後に運輸省）に附属する海技専門学院が兵庫県武庫郡本庄村（後に神戸市東灘区）に設立、1955年（昭和30年）7月芦屋市に移転、1961年（昭和36年）4月に名称を海技大学校と改めた。2001年（平成13年）4月、海技大学校を国の組織から分離して独立行政法人海技大学校を設立した。
航海訓練所
1943年（昭和18年）4月、逓信省海務院に航海訓練所を設置。文部省所管だった商船学校と高等商船学校の練習船（日本丸、海王丸、大成丸、進徳丸）を運航するようになる。2001年（平成13年）4月独立行政法人航海訓練所となる。
- 2006年（平成18年）4月1日 - 独立行政法人海員学校と独立行政法人海技大学校の2法人を統合し、独立行政法人海技教育機構を設立。前身2法人とも職員が公務員型の特定独立行政法人であったが、統合後の新法人は非公務員型に移行した。
- 2016年（平成28年）4月1日 - 独立行政法人航海訓練所を海技教育機構に統合し航海訓練部とする。同時に主たる事務所を静岡市清水区折戸三丁目18番1号から現在地に移転。

## 所管する学校
- 海技大学校（兵庫県芦屋市）
- 国立海上技術短期大学校（4校）
  - 国立小樽海上技術短期大学校（北海道小樽市）
    - 航海科のみの募集で、海技士(機関)の免状は取得できない。

  - 国立宮古海上技術短期大学校（岩手県宮古市）
  - 国立清水海上技術短期大学校（静岡市清水区）
  - 国立波方海上技術短期大学校（愛媛県今治市）
- 国立海上技術学校（3校）
  - 国立館山海上技術学校（千葉県館山市）
  - 国立唐津海上技術学校（佐賀県唐津市）
    - 令和6年4月より、航海専科の海上技術短期大学校として開校する。

  - 国立口之津海上技術学校（長崎県南島原市）

## 練習船
- 日本丸（帆船）
- 海王丸（帆船）
- 銀河丸（ディーゼル船）
- 青雲丸（ディーゼル船）
- 大成丸（ディーゼル船）